# 小索隆齊
49°17′57″N 34°28′29″E / 49.29917°N 34.47472°E
小索隆齊（羅馬化：Mali Solontsi）是烏克蘭中部的村莊，隸屬波爾塔瓦州的波爾塔瓦區。該村距離庫斯托洛韋和哈盧希納赫雷布利亞1公里，面積1.775平方公里，海拔高度88米。